# Willesborough
Willesborough är en ort i distriktet Ashford, i grevskapet Kent, i England. Ward hade 6 718 invånare år 2021. Willesborough var en civil parish fram till 1934 när blev den en del av Ashford, Mersham, Hinxhill och Sevington. Civil parish hade 4 979 invånare år 1931.